# Christian Ernst von Oelsen

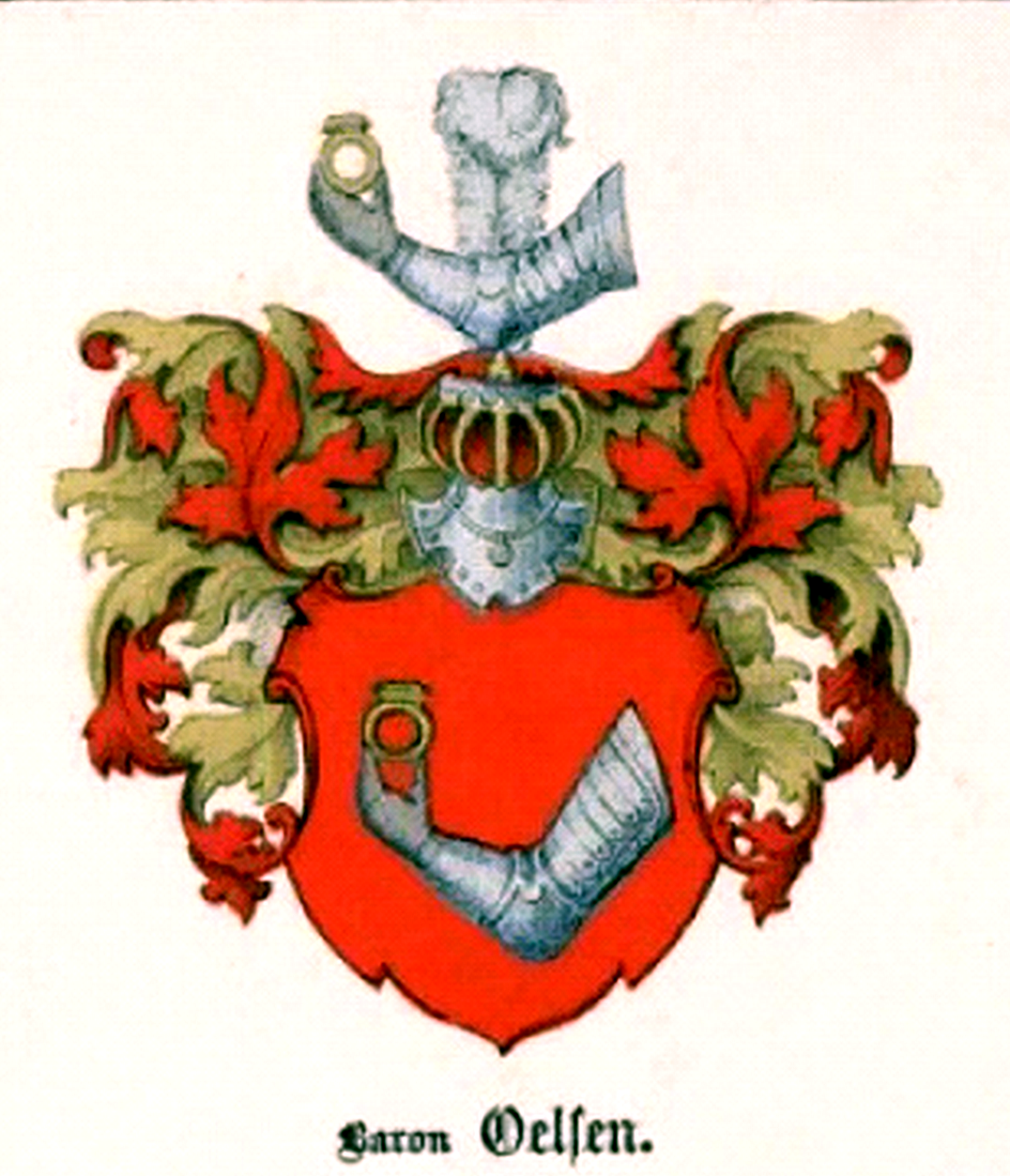
Wappen der Adelsfamilie von Oelsen

Christian Ernst von Oelsen (* 17. November 1729 auf Gut Gemauerthof, Kurland; † 15. November 1787 in Mitau) war ein kurländischer Landespolitiker und Oberrat im Herzogtum Kurland und Semgallen.

## Werdegang
Christian Ernst von Oelsen studierte ab 1747 an der Albertus-Universität Königsberg und ab 1749 an der Brandenburgischen Universität Frankfurt. Seit 1763 war er Fideikommissbesitzer von Gemauerthof, 1763 wurde er als Gesandter des Kurländischen Landtages zu Friedrich dem Großen (1712–1786) entsandt um die Anerkennung des Herzogs Ernst Johann von Biron (1690–1772) voranzubringen. Von 1763 bis 1769 war er Doblenscher Hauptmann in Mitau, danach bekleidete er bis 1772 das Amt des Oberhauptmanns von Tuckum. Von 1772 bis 1786 war er Oberhauptmann von Mitau und gleichzeitig Schlosskommandant. Im Jahre 1786 wurde er zum Landmarschall gewählt, danach war er Oberburggraf und schließlich von 1786 bis 1787 Landhofmeister.

## Familie
Sein Vater war Hessen-Kasselscher Kapitän und Herr auf Gemauerthof Friedrich Johann von Oelsen (1686–1763), der mit Agnesa Juliane von Grotthus (1707–1783) aus dem Hause Schwitten (Kurland) verheiratet war. Christian Ernst war der älteste Sohn, sein jüngerer Bruder war der Assessor Friedrich Johann von Oelsen (1737–1809) der mit der Reichsgräfin Anna von Keyserling (1732–1793) verheiratet war. Christian Ernst heiratete 1767 Elisabeth Charlotte von Nettelhorst aus dem Hause Pahzen (Kurland) auf Santen. Mit ihr hatte er vier Söhne und eine Tochter:
- Ernst Peter von Oelsen (1768–1804), er war preußischer Leutnant und mit Elisabeth Catharina von Buttlar verheiratet;
- Benigna Carolina von Oelsen (1770–1853);
- Otto Christopher von Oelsen (1770–1837) war ebenfalls preußischer Leutnant und mit Henriette Friedericke von Drachenfels (1781–1824) verheiratet;
- Johann Christian Magnus Freiherr von Oelsen[2] (1775–1848) war von 1816 bis 1819 preußischer außerordentlicher Gesandter im Königreich Sachsen, zudem war er bevollmächtigter Minister am sächsischen Hof. Darüber hinaus war er Königlich Preußischer Geheimer Staatsrat und Kammerherr. Er war mit Charlotte Friedericke von Sydow (1781–1846) verheiratet, sie hatten zwei Söhne und eine Tochter.